# テレンス・ラウ
テレンス・ラウ（Terrance Lau、繁体字：劉 俊謙、Lau Chun-him、1988年9月26日 - ）は香港の男性俳優でモデル。香港演芸学院演劇学部を卒業。

## 経歴
2016年、テレンスはViuTVの開局前の短編ドラマ『We I U』に出演し、テレビ業界に進出。
2017年には、ドラマ『瑪嘉烈與大衛系列 前度』で初めて主演を務める。2018年には、『教束』で広く認知される。
2019年、映画『幻愛』に出演し主演を務め、第26回香港映画評論学会大賞で最優秀主演男優賞を受賞。同年の第14回香港映画監督協会年度大賞で最優秀新進男優賞を受賞し、さらに第39回香港映画金像賞で最優秀新人賞ならびに第57回金馬賞で最優秀新人俳優賞にノミネートされた。
2020年には、時空を超えたストーリーと交差する時間軸を描いたドラマ『二月廿九』で、2021年釜山国際映画祭アジアコンテンツ大賞の最優秀主演男優賞にノミネート。
2023年、テレンスは台湾進出を果たし、Netflixの台湾ドラマ『此時此刻』や映画『小曉』に出演。
2024年には、映画『トワイライト・ウォリアーズ 決戦! 九龍城砦』でソンヤッ(信一)を演じて注目を浴びる。この映画は第77回カンヌ映画祭「ミッドナイトセッション」にノミネートされ、同年6月21日には、テレンスが出演した『誰是被害者』第2シーズンがNetflixで配信された。

## 出演

### 映画
| 年     | タイトル                                                 | 役名               | 備考                                     |
| ------ | -------------------------------------------------------- | ------------------ | ---------------------------------------- |
| 2019年 | 夢の向こうに 幻愛                                        | 李志樂             |                                          |
| 2021年 | アニタ 梅艷芳                                            | レスリー・チャン   | Disney+で配信                            |
| 2023年 | 失衡凶間之罪與殺                                         | 鄭國軒（國軒）     | 短編『闇室』                             |
| 2023年 | トラブル・ガール 小曉                                    | 陳保羅             | 台湾映画 Amazon Prime Videoなどで配信    |
| 2024年 | 潛行                                                     | Davis              |                                          |
| 2024年 | トワイライト・ウォリアーズ 決戦! 九龍城砦 九龍城寨之圍城 | 信一 (ソンヤッ)    |                                          |
| 2024年 | 鯨が消えた入り江 我在這裡等你                            | 天宇               | 台湾映画 日本では2025/8/8公開            |
| 2024年 | スタントマン 武替道 武替道                               | ロン(龍) (李世龍)  | 日本では2025/7/25公開                    |
| 2025年 | 贖夢                                                     | Dr.Man             |                                          |
| 2025年 | たべっ子どうぶつ THE MOVIE 愉快動物餅 大電影             | 獅兄(らいおんくん) | 声優                                     |
| 2025年 | 長安のライチ 長安的茘枝                                  | 林邑奴             | 中国映画 日本では2025/8/22に原語版で公開 |
| 待上映 | 永遠為你                                                 | 阿當               | 台湾映画                                 |
| 待上映 | 寒戰前傳                                                 |                    |                                          |
| 待上映 | 像我這樣的愛情                                           |                    |                                          |

### テレビドラマ
| 年     | タイトル                    | 役名                      | 備考,放送局                         |
| ------ | --------------------------- | ------------------------- | ----------------------------------- |
| 2016年 | We I U                      | 劉謙                      | ViuTV                               |
| 2016年 | Kai pop                     | 劉楷                      | ViuTV                               |
| 2017年 | 忘憂理髮店                  | 森仔                      | 第一集：給我一個理髮的理由 香港電台 |
| 2017年 | 申訴II                      | 救東                      | 第七集：一命都不能少 香港電台       |
| 2017年 | 手語隨想曲 5                |                           | 第一集：旅遊 香港電台               |
| 2017年 | 午夜伴廊                    | Jacky                     | 第八集 ViuTV                        |
| 2017年 | 瑪嘉烈與大衛系列 前度       | 大衛（David）             | ViuTV                               |
| 2017年 | 未來還未來                  | 劉 俊                     | ViuTV                               |
| 2018年 | 身後事務所                  | John                      | 單元六 ViuTV                        |
| 2018年 | 火速救兵IV                  | 韓俊傑（Patrick）         | 單元二：生死時刻 香港電台           |
| 2018年 | 假若愛有期限                | 阿達                      | ViuTV                               |
| 2018年 | 教束                        | 盧文達                    | ViuTV                               |
| 2020年 | 二月二十九日 二月廿九       | ユー・ガーチュン (余家聰) | ViuTV                               |
| 2022年 | 940920                      | ユー・ガーチュン          | 『二月二十九日』の続編 ViuTV        |
| 2023年 | 此の時、この瞬間に 此時此刻 | 陳俊彬                    | エピソード2.問題の夜 Netflix        |
| 2024年 | 次の被害者2 誰是被害者2     | リン・ミンチェン (林明誠) | Netflix                             |